# Phaea signaticornis
Phaea signaticornis es una especie de escarabajo longicornio del género Phaea, tribu Tetraopini, subfamilia Lamiinae. Fue descrita científicamente por Melzer en 1932.

## Descripción
Mide 7-9 milímetros de longitud.

## Distribución
Se distribuye por Costa Rica.